# Bargensdorf
Bargensdorf ist ein Ortsteil der Stadt Burg Stargard des Amtes Stargarder Land im Landkreis Mecklenburgische Seenplatte in Mecklenburg-Vorpommern.

## Geographie
Der Ort liegt zwei Kilometer nordwestlich der Stadt Burg Stargard und fünf Kilometer südsüdöstlich von Neubrandenburg. Zur Gemarkung Bargensdorf zählt eine Fläche von 1.063 Hektar. Die Nachbarorte sind Neubrandenburg-Fünfeichen im Norden, Lindenhof im Nordosten, Kreuzbruchhof im Osten, Quastenberg im Südosten, Rowa im Südwesten sowie Tannenkrug im Nordwesten.

## Geschichte
Bargensdorf  (1382: Berningestorpe; 1409: Bergenstorf; 1496: Bargenstorpe) wird 1382 erstmals urkundlich erwähnt, als der Knappe Claus von Oertzen zu Stargard dem Kloster Wanzka 24 Mark Hebungen aus Bargensdorf von acht Hufen, die zu seinem Hof gehörten, verpfändete.
Vom 14. bis ins 16. Jahrhundert hinein blieb das Dorf im Besitz der Oertzen (Adelsgeschlecht). Es gehörte später als Domäne den mecklenburgischen Fürsten und blieb über die Jahrhunderte eine domaniales Bauerndorf. Das Datum der Eingemeindung ist nicht bekannt.

## Bauwerke

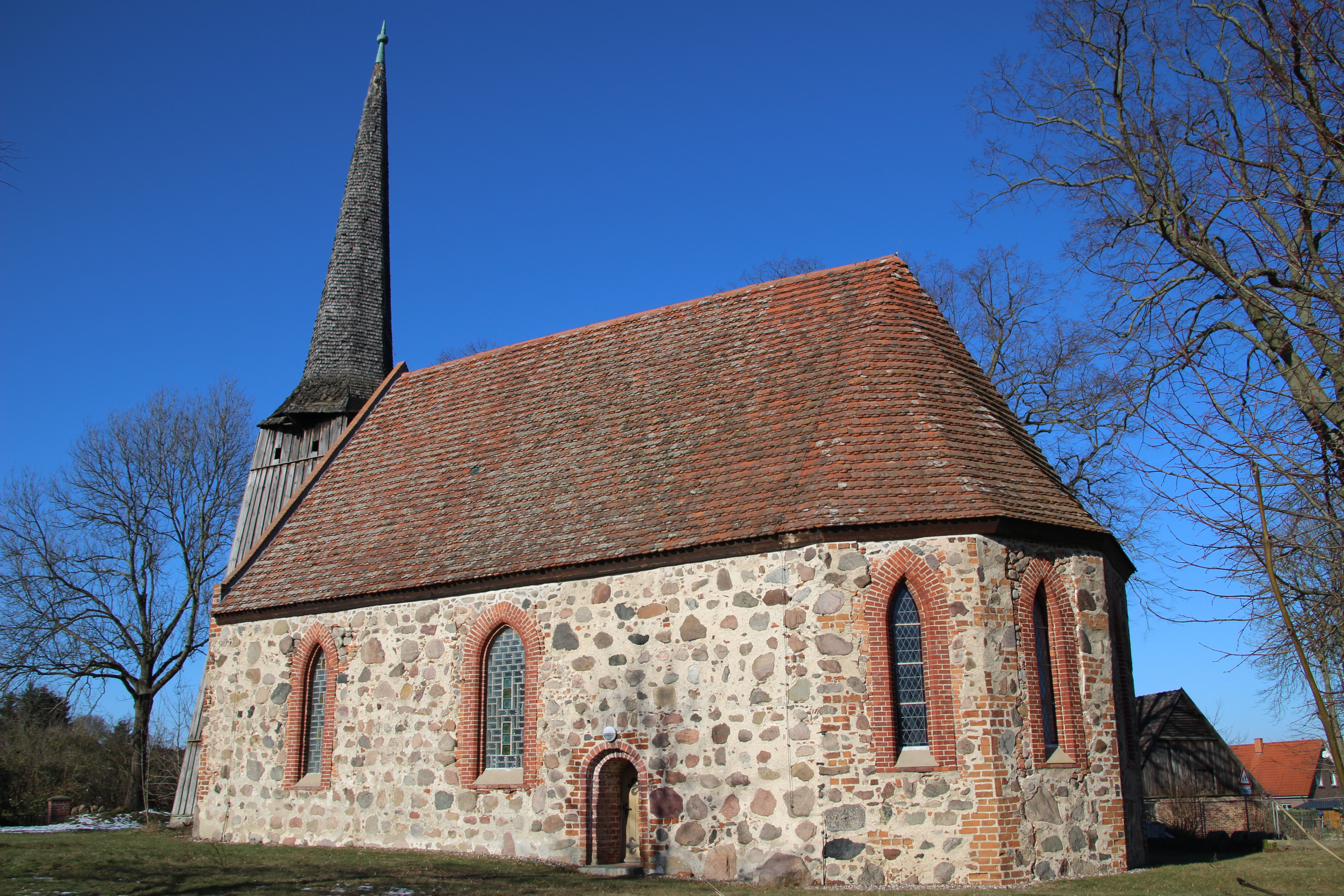
Dorfkirche Bargensdorf

Die Denkmalliste des Landkreises Mecklenburgische Seenplatte führt insgesamt sechs unter Schutz stehende Bauten im Dorf auf. Darunter die Dorfkirche Bargensdorf, ein spätgotischer Feldsteinbau vom Ende des 15. Jahrhunderts.

## Verkehr
Durch den Ort verläuft von Westen nach Südosten die Landesstraße 33, die zur Bundesstraße 96 in Neubrandenburg und in der Gegenrichtung nach Burg Stargard führt. Im Westen des Dorfes zweigt von der L 33 eine Verbindungsstraße ins benachbarte Fünfeichen ab.

## Persönlichkeiten

### Söhne und Töchter
Tannenkrug
- Fritz Heyden (1888–1949), Landwirt und Politiker (NSDAP), Oberbürgermeister von Neustrelitz